# Gambela (regija)
Regija Gambela (amharski: ጋምቤላ) je jedna od devet etničkih regija Etiopije. Prije tog je bila znana kao Regija 12, upravno sjedište regije je grad Gambela. Ova regija leži između rijeka Baro i Akobo.
U regiji se nalazi Nacionalni park Gambela, koji se prostire na 19.6% površine, odnosno na   5061km².

## Stanovništvo
Na temelju popisa stanovništva iz 2007. kojeg je provela Središnja statistička agencija Etiopije-(CSA), Regija Gambela imala je ukupno 306,916 stanovnika, od kojih je 159,679 bilo muškaraca te 147,237 žena. U gradovima je živjelo 77,878 stanovnika, ili 25.37%. S površinom 25,802.01 km², ova regija ima gustoću od 9.57 po km². 
Najveće etničke grupe regije su Nuerci (46.65%), Anuaki (21.17%), Amharci (8.42%), Kafe (5%), Oromci (4.83%), Kambati (1.44%), Majangiri (4%), Shakache (2.27%), Tigré (1.32%) sve ostale etničke grupe tvore 4.9%. 
Najveći dio stanovnika regije su 70% protestanti, 16.8% su vjernici Etiopske pravoslavne tevahedo crkve, 4.9% njih su muslimani, 3.8% su animisti, 3.4% katolici svi ostali tvore 1.1% Gambela je zavičaj naroda Anuak koji su autohtoni stanovnici. U posljednjih nekoliko godina došlo je do povećanog broja etničkih sukoba između Anuaka i novopridošlih stanovnika s Etiopske visoravni, koje lokalni stanovnici zovu uopćeno brđani.
Po popisu stanovnika iz 1994., najveći broj žitelja regije govorio je Nuer njih 39.72%, 27.47% govori Anuak, 8.44% Amharski, 6.45% Oromifu, a 5.75% Majang, ostalih 12.17% govori neki drugi etiopski jezik.

## Gospodarstvo
Po Središnjoj statističkoj agenciji Etiopije-(CSA) Regija Gambela proizvela je 2004-2005. godine 3,734 tona kave, što je iznosilo 1.64% od sve etiopske proizvodnje. Pretpostavlja se da bi Gambela mogla imati nafte, zbog tog je 2003. potpisan ugovor s malezijskom tvrtkom Petronas, o provođenju istražnih bušenja.

## Predsjednici Izvršnog odbora Regije Gambela
- Okello Ouman 1992. – 1997.
- Okello Gnigelo (Gambelski narodni demokratski front) kolovoz 1997. – 2003.
- Okello Akway 2003. – 2004.
- Keat Tuach Bithow siječanj 2004. – 2005.
- Omod Obong (Gambelski narodni demokratski pokret) 29. rujan 2005.-do danas

## Zone Regije Gambela
Poput drugih regija Etiopije i Regija Gambela je podjeljena na upravne zone (i posebne worede, koje imaju samoupravna pravai nisu dijelovi zona). Međutim zone u Regiji Gambela još uvijek nisu dobila imena.
- Upravna Zona 1
- Upravna Zona 2
- Upravna Zona 3
- Upravna Zona 4

## Vanjske poveznice
- Karta Regije Gambela UN-OCHA (PDF)